# Orthoux-Sérignac-Quilhan
Orthoux-Sérignac-Quilhan là một xã trong vùng Occitanie. Xã Orthoux-Sérignac-Quilhan nằm ở khu vực có độ cao trung bình 435 mét trên mực nước biển.